# تلوک باهانگ
تلوک باهانگ (به لاتین: Teluk Bahang) یک شهرک در شهر جرج تاون ایالت پنانگ، مالزی است.در ناحیه جنوب غربی جزیره پنانگ، نزدیک رأس شمال غربی جزیره پنانگ واقع شده است. تلوک باهانگ که در ابتدا به عنوان یک دهکده ماهیگیری تأسیس شد، با ساخت تعدادی جاذبه توریستی در نزدیکی آن، به یک مقصد گردشگری تبدیل شد.
شایان توجه است، سد تلوک باهانگ، بزرگ‌ترین مخزن آب جزیره پنانگ در این منطقه قرار دارد.
ذخیره گاه جنگلی تلوک باهانگ، بخشی از ذخیره گاه زیست کره پنانگ هیل است، که توسط یونسکو، به عنوان سومین ذخیره گاه زیست کره در مالزی که در فهرست شبکه جهانی ذخایر زیست‌کره (WNBR) قرار گرفته است، به رسمیت شناخته شده است.